# お台場
座標: 北緯35度37分48秒 東経139度46分30秒 / 北緯35.63度 東経139.775度

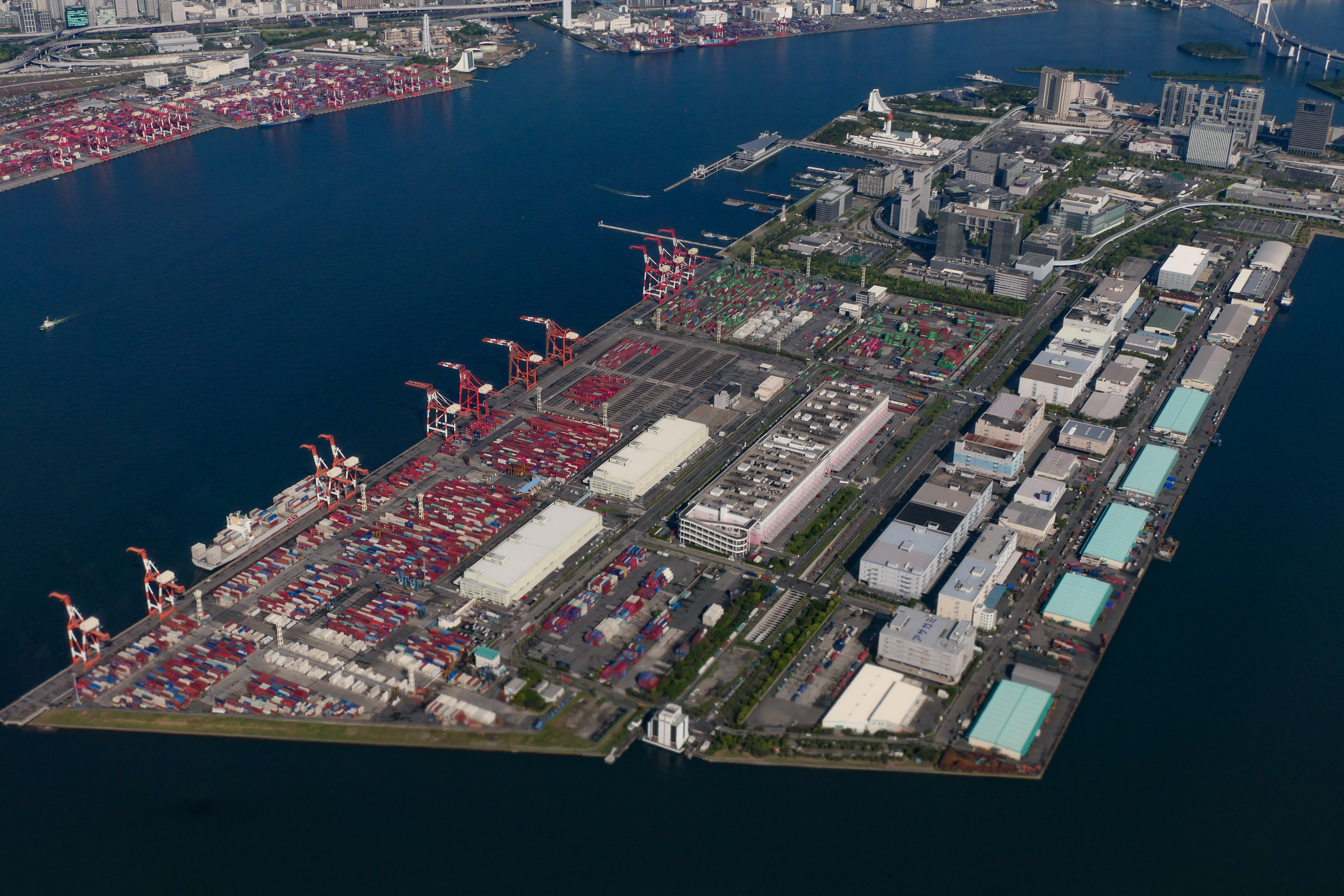
上空から見た「東京港埋立第13号地」の全景

お台場（おだいば）は、東京都の特別区南部東京港に位置するエリア。
港区台場・品川区東八潮・江東区青海からなる埋立地「東京港埋立第13号地」北部の商業地を指す。南部全域を占める青海三丁目・四丁目を除く。
また広義では、隣接する「東京港埋立第10号地」北部を含む「東京臨海副都心」全体や「東京港埋立第13号地」全体を指す。

## 歴史

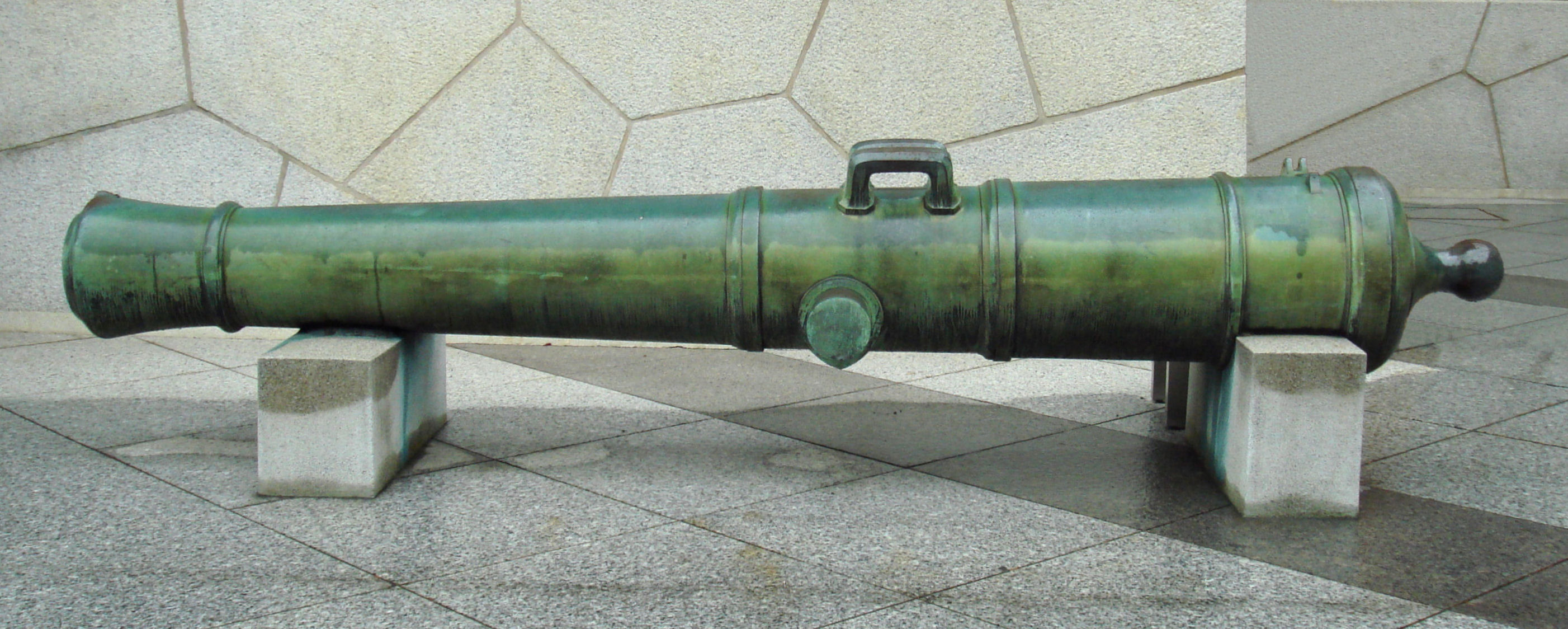
品川台場に設置されていた80ポンド青銅製カノン砲（遊就館蔵）。

### 江戸時代

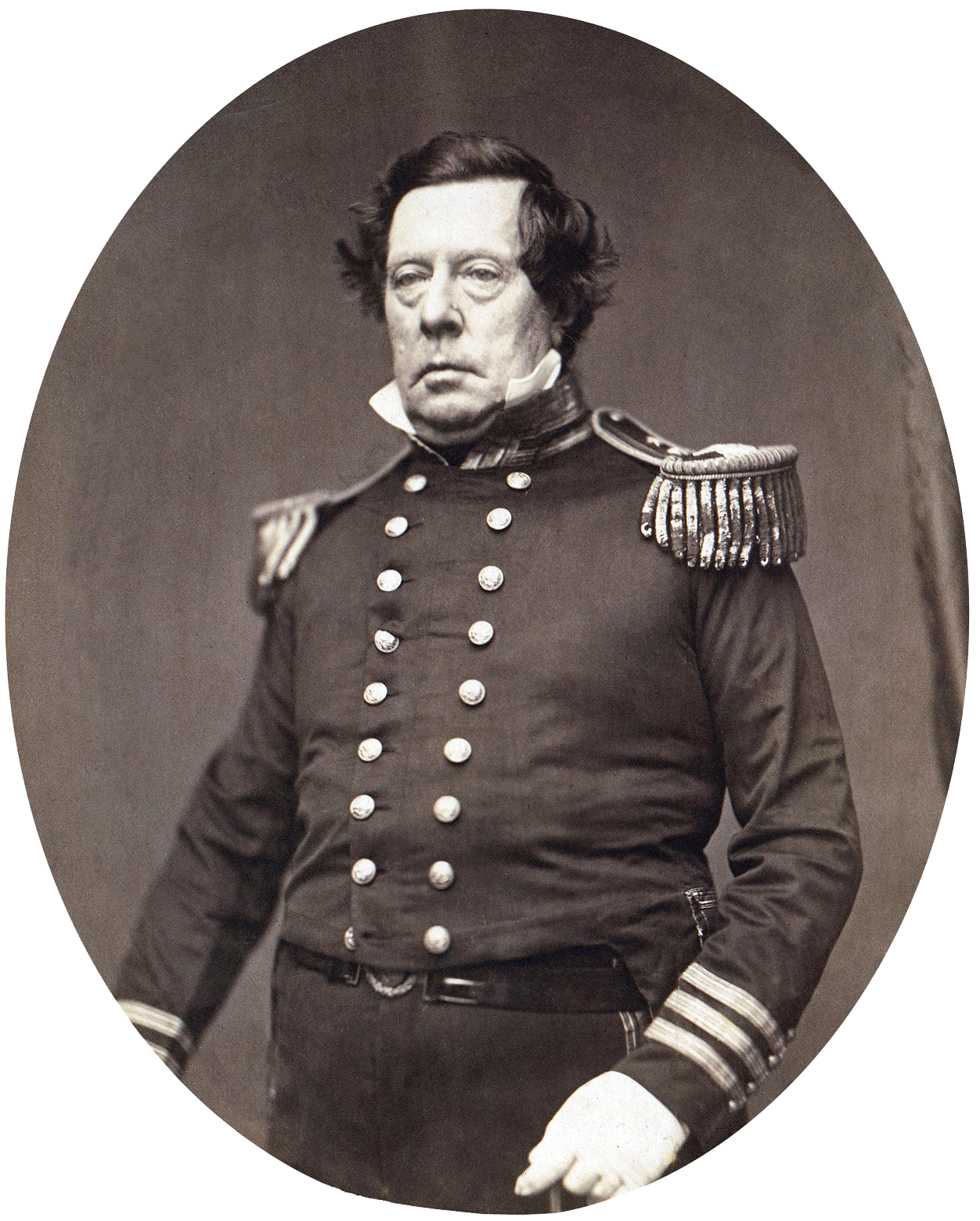
アメリカ合衆国のマシュー・ペリー提督。

1853年（嘉永6年）、アメリカ合衆国のマシュー・ペリー艦隊が第13代アメリカ合衆国大統領のミラード・フィルモアによる日本開国の任務の為、来航して幕府に開国要求を迫る（詳細は黒船来航）。これによりアメリカ合衆国による日本への侵攻の可能性に脅威を感じた幕府は、老中首座の阿部正弘の命で品川台場（お台場）を築造した。江戸の直接防衛のために海防の建議書を提出した伊豆韮山代官の江川英龍に命じて、洋式の海上砲台を建設させた。品川沖から深川洲崎にかけての海上に11基ないし12基 の台場を一定の間隔で築造する計画であった。工事は昼夜兼行で進められ 、およそ8か月にわたる工期で1854年（嘉永7年）にペリーが2度目の来航をするまでに砲台の一部は完成し、品川台場（品海砲台）と呼ばれた。お台場という呼び方は、幕府に敬意を払って台場に「御」をつけ、御台場と称したことが由来である 。埋め立てに用いる土は高輪の八ツ山や御殿山、泉岳寺の山を切り崩して調達し、それらの前の海岸から船で運ばれた。また、そのために東海道の高輪通りを昼間は通行止めにした。
ペリー艦隊は品川沖まで来たが、この砲台のおかげで横浜まで引き返し、そこでペリーが上陸することになった。台場は石垣で囲まれた正方形や五角形の洋式砲台で、まず海上に第一台場から第三台場が完成、その後に第五台場と第六台場が完成した。第七台場は未完成、第八台場以降は未着手で終わった。第四台場は7割ほど完成していたが工事は一旦中断され、7年後に工事が再開されて完成した。第四台場は後日、造船所の敷地となった。また第四台場の代わりに品川の御殿山のふもとに御殿山下台場が建設され、結局、合計8つの台場が建設された。現在は台場公園として開放されている第三台場と、他の埠頭などとつながっていない第六台場が残されている。
完成した台場の防衛は江戸湾の海防を担当していた譜代大名の川越藩（第一台場）、会津藩（第二台場）、忍藩（第三台場）の3藩が担った。
この砲台は十字砲火に対応しており、敵船を正面から砲撃するだけではなく、側面からも攻撃を加えることでその損傷を大きくすることを狙ったものである。2度目の黒船来襲に対し、幕府はこの品川台場建設を急がせ、佐賀藩で作らせた洋式砲を据えたが、結局この砲台は一度も火を噴くことなく開国することとなった。

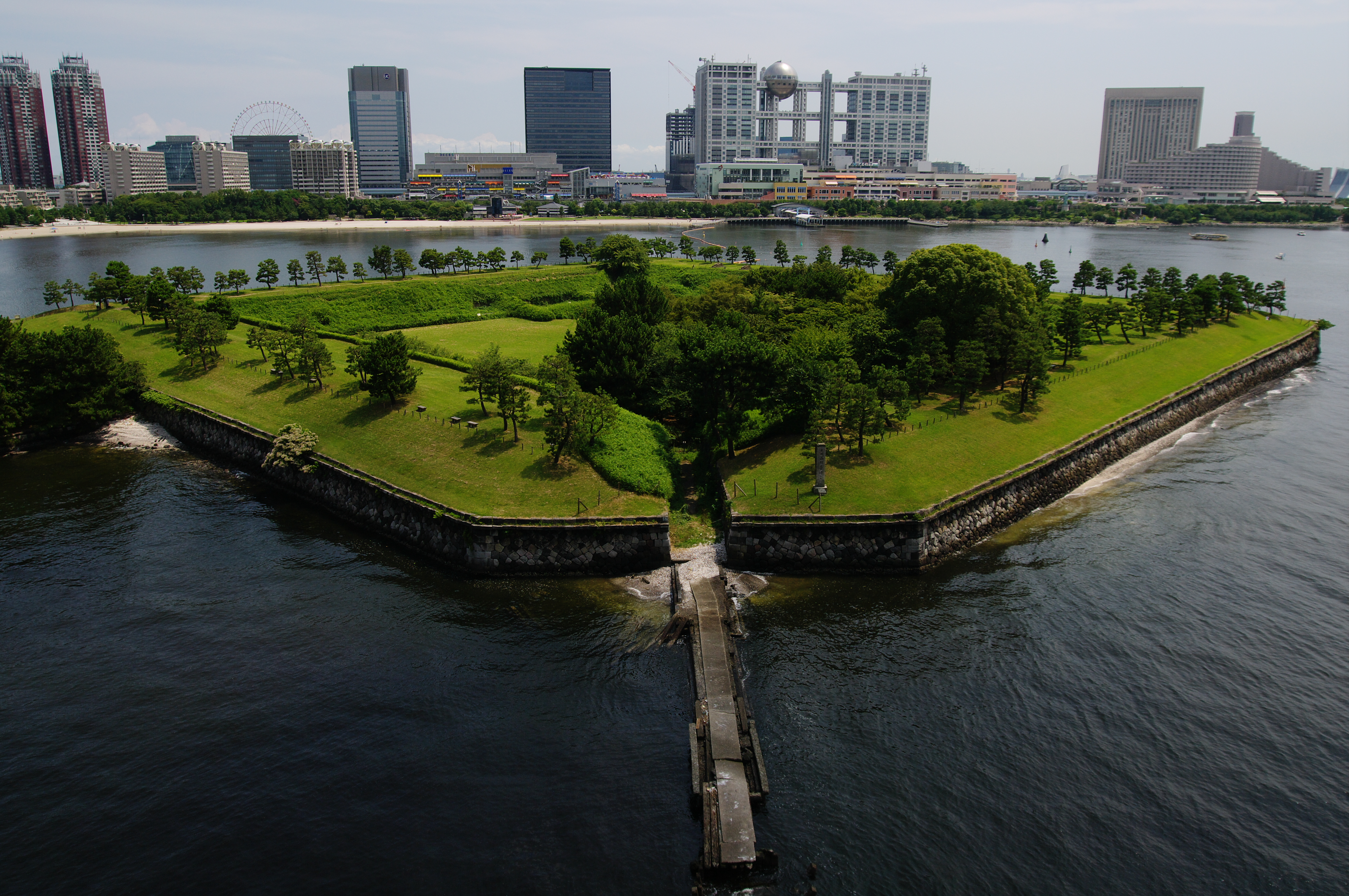
第三台場　台場公園の一部

### 明治時代
- 1875年（明治8年）：海上の7つの台場が陸軍省の所管となる。明治中期には東京湾要塞の建設が始まったこともあって台場の重要性が減り、以後徐々に払い下げられることとなる。
- 1878年（明治11年）：芝区の成立に伴い、海上の7つの台場（第一 - 第七台場）は芝区に所属し、それぞれ東京府芝区大字品川沖1 - 7番地となる。大正の初めまでに町名の品川沖は品海砲台に変更となる（詳しい時期は不明）。

### 大正・昭和

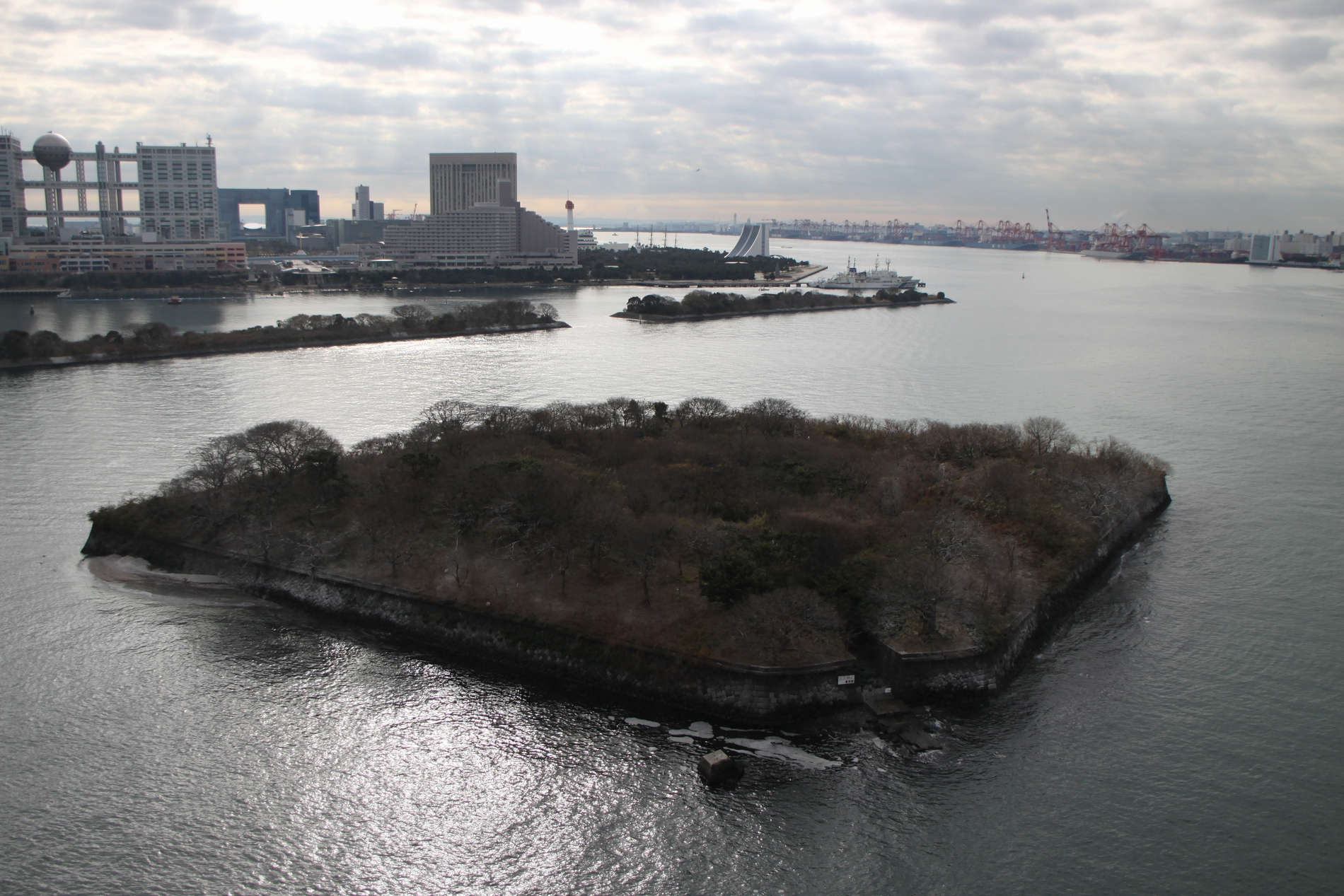
第六台場　無人島

- 第六台場　無人島1912年（大正元年）：第四台場が民間人に払い下げられ、造船所となる。
- 1915年（大正4年）：第三台場・第六台場が東京市に払い下げられ、史跡公園として整備されることになる。
- 1917年（大正6年）：第一台場が民間人に払い下げられる。
- 1928年（昭和3年）：第三台場が東京市により整備され、台場公園として市民に開放される。
- 1934年（昭和9年）：第二台場・第五台場が東京市に払い下げられる。
- 1939年（昭和14年）：第四台場が新しく完成した埋立地（品川区天王洲町・現在の品川区東品川）に埋没して消滅する。
- 1941年（昭和16年）：東京港が開港する。
- 1947年（昭和22年）3月15日：芝区・麻布区・赤坂区が合併して港区が成立し、台場地区は東京都港区芝品海砲台となる。
- 1955年（昭和30年）：品川区と地続きになっていた旧第四台場の土地が、港区より品川区に割譲される。
- 1957年（昭和32年）：8つの台場のうち唯一陸上に造られた御殿山下台場が撤去され、跡地に品川区立台場小学校が開校する。
- 1961年（昭和36年）：東京港の開港に伴い船舶が増加したため、航路を塞ぐ形で浮かぶ第二台場が撤去される。
- 1962年（昭和37年）：第五台場が新しく完成した埋立地（港区品川埠頭・現在の港区港南）に埋没して消滅する。
- 1963年（昭和38年）：第一台場が新しく完成した埋立地（港区品川埠頭・現在の港区港南）に埋没して消滅する。
- 1965年（昭和40年）：第七台場が撤去される。これにより、現存する第三台場と第六台場以外のすべての台場が消滅する。なお、第七台場は最初から未完成のまま海面下に水没した状態で残されていた。
- 1965年（昭和40年）3月1日：台場地区に住居表示が実施され、港区芝品海砲台（第三・第六台場）が町名変更により港南五丁目となる。
- 1974年（昭和49年）6月：品川区東八潮に船の科学館が開館する。お台場で最初の大規模建築物である。1989年撮影の13号埋立地。船の科学館以外は空き地が広がる。
国土交通省 国土地理院 地図・空中写真閲覧サービスの空中写真を基に作成

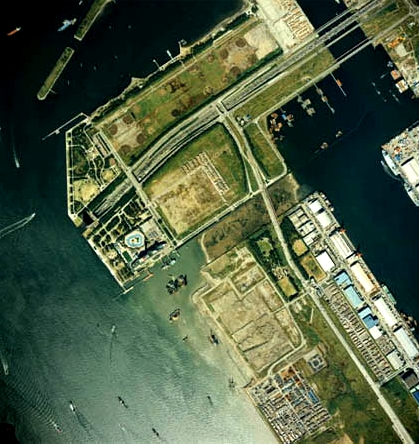
1989年撮影の13号埋立地。船の科学館以外は空き地が広がる。

- 1975年（昭和50年）12月1日：13号地海浜公園（後のお台場海浜公園）、13号地緑道公園（後の東八潮緑道公園、青海緑道公園）が開園する。
- 1976年（昭和51年）8月12日：首都高速湾岸線の大井 - 13号地（当時）間の開通により、東京港トンネルが供用開始される。
- 1978年（昭和53年）7月16日 - 1979年（昭和54年）1月15日：船の科学館周辺で宇宙科学博覧会の第一期が開催される。
- 1979年（昭和54年）3月24日 - 9月2日：宇宙科学博覧会の第二期が開催される。
- 1979年（昭和54年）：東京港の海底を掘削した際の残土により埋立が進められ、13号埋立地が完成する。そのうち北部は幕府が築いた台場にちなんで、お台場と呼ばれた。完成当時、13号埋立地はいずれの区にも属していなかったが、北部は港区、西部は品川区、南部は江東区にそれぞれ帰属した。

### 平成
東京都は、都心の混雑を緩和するため、東京臨海副都心として臨海部の開発を進めた。レインボーブリッジの建設や世界都市博覧会の開催予定により、企業進出が誘致された。
- 1995年（平成7年）：世界都市博覧会の中止が決定される。また、企業の進出や移転のキャンセルが相次ぎ、13号地は空き地だらけとなったため、発展に暗雲が垂れ込めた。11月1日、ゆりかもめの新橋駅 - 有明駅間が開業。
- 1996年（平成8年）：臨海副都心開発により新たに港区台場が13号地北部に成立する。これに伴い、第三台場・第六台場が港区港南五丁目から港区台場一丁目に変更される。
- 1997年（平成9年）：フジテレビの本社が新宿区河田町からFCGビルに移転、同局のテレビドラマ『踊る大捜査線』の舞台になったり、FCGビルが観光地となるなど、お台場の知名度が上がった[6]。2002年のりんかい線の全線開通もあって、オフィスや商業施設のみならず居住施設やランドマークも続々と誕生した。さらに東京都知事の石原慎太郎がカジノ構想を提唱したため、注目度は一層高まった。
- 2007年（平成19年）：首都高速湾岸線の13号地出入口が臨海副都心出入口に改称される。
- 2007年（平成19年）：乃村工藝社本社ビルと台場ガーデンシティビルの竣工をもって港区台場の開発が完了する。
- 2013年（平成25年）：青海・台場クロスウォークの供用開始。
- 2017年（平成29年）：続日本100名城（124番）に「品川台場」として選定された[7]。

## 13号埋立地の帰属
13号埋立地は港区・品川区・江東区に分割されている。管轄区の決定にあたり地先ルールと、交通上の接続が考慮された。その項目をクリアしている3区が相互に退かず、1982年10月に出された調停案により分割した。
なお、埋立地の南東にある中央防波堤内側埋立地および同外側埋立地も江東区と大田区の間で帰属に関する協議が長期間に渡った結果、2019年9月の東京地方裁判所判決に基づいて分割された。そのさらに南側にある新海面処分場は現在も帰属未確定である。

## 自然
沿岸地域にはカモメが生息し、水上バス発着所に良く見られる。多くの面積が公園になっていて、樹木が多い公園では野鳥が散見される。
1950年代、秋の行楽シーズンには周囲の海域に50隻以上のハゼを目当てにした釣り船が出るほど賑わった時期もあった。主に1970年代に整備されたお台場海浜公園には「釣りエリア」が設けられており、ハゼ、シーバス（スズキ）、クロダイ、コノシロなど一般になじみの深い種類が多く見られる。2004年には上海ガニ（チュウゴクモクズガニ）が見つかっている。
お台場は昭和時代に潮干狩りのために蜆がたくさん放された。そのため現在お台場付近の海岸は潮干狩りができる隠れたスポットである。
「お台場の自然環境を活かした環境教育活動」で2006年、手づくり郷土賞（地域活動部門）受賞。

## 施設

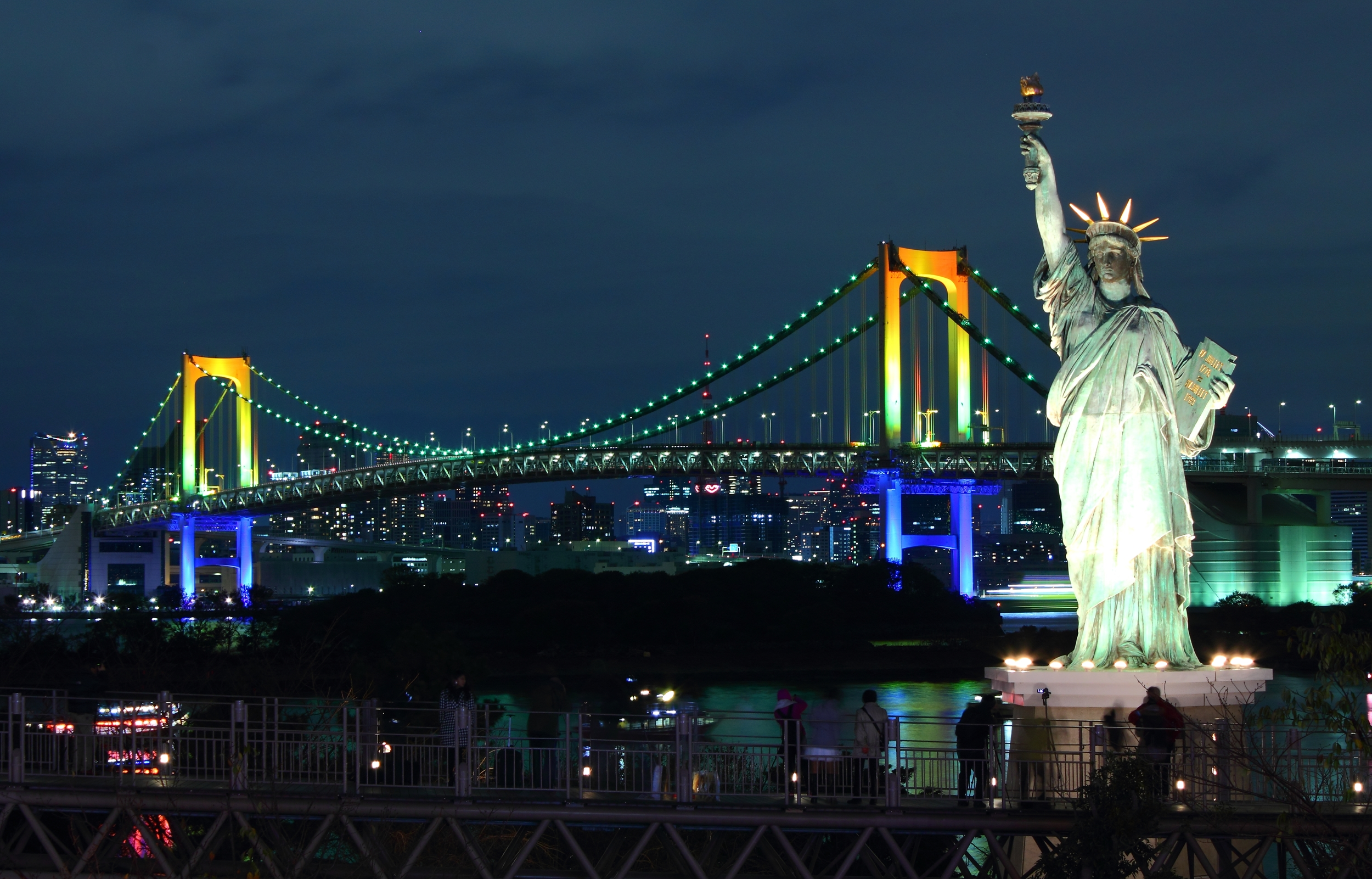
レインボーブリッジと自由の女神像

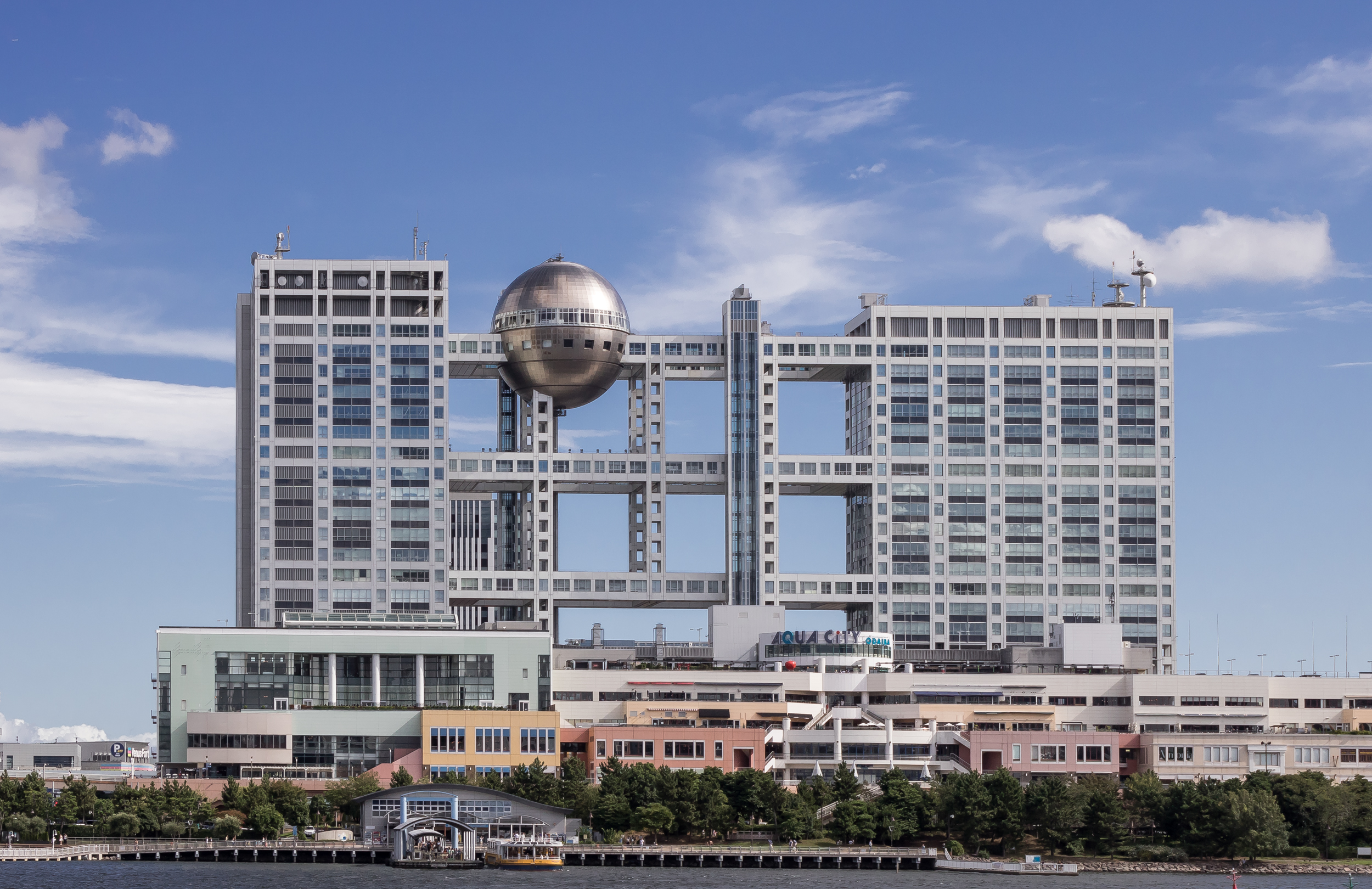
フジテレビ（奥）とアクアシティ（手前）

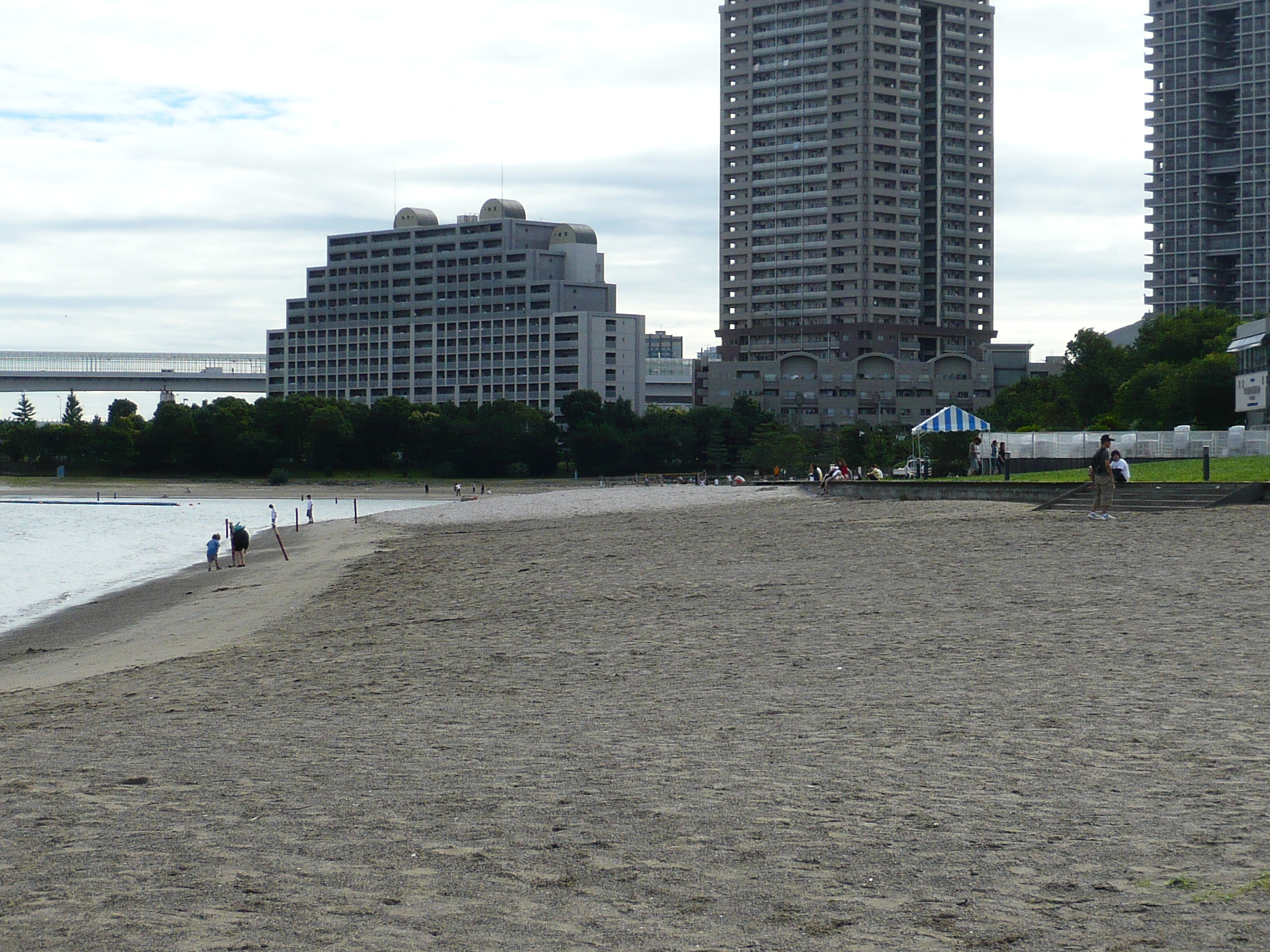
お台場海浜公園

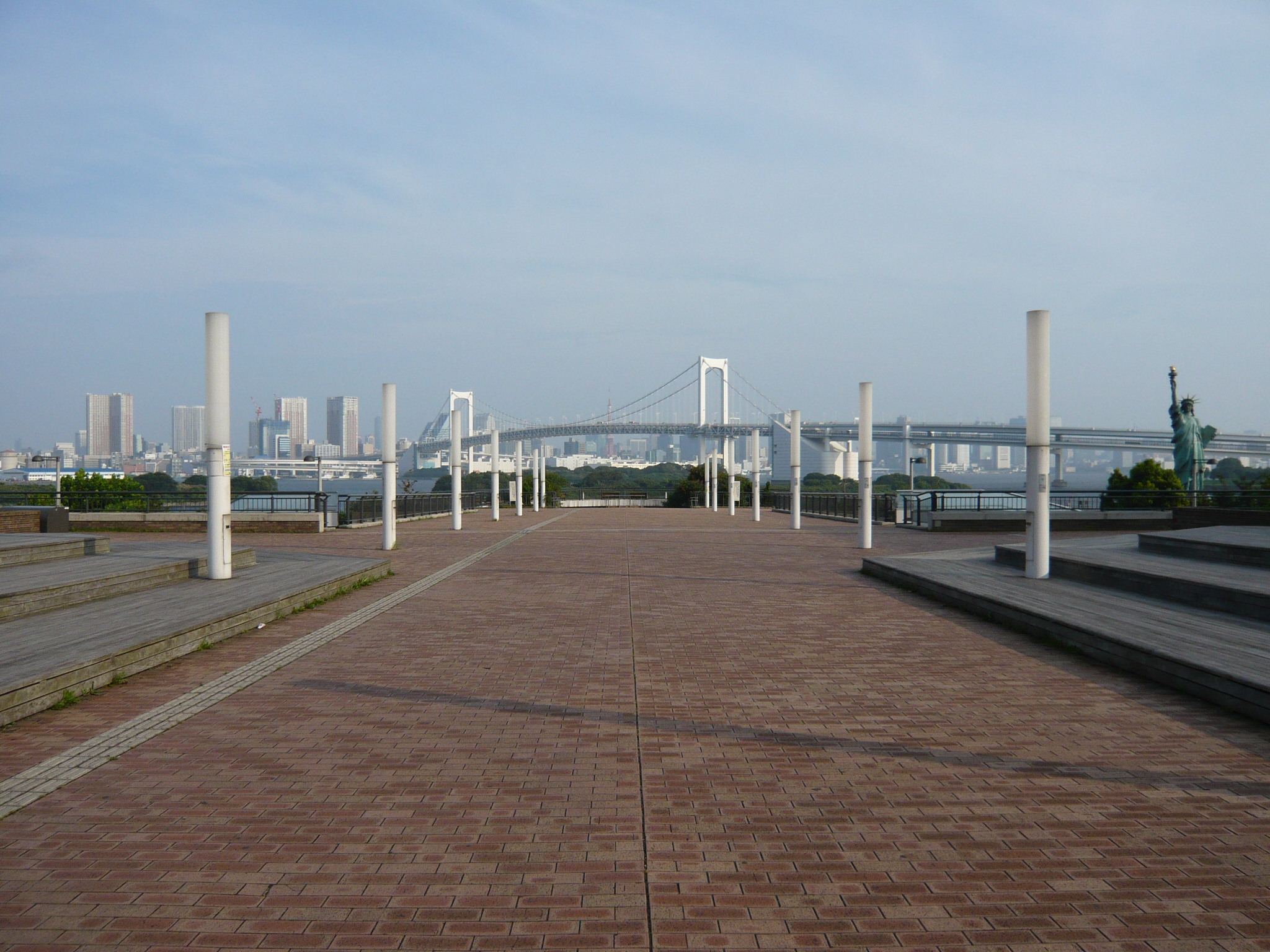
シンボルプロムナード公園

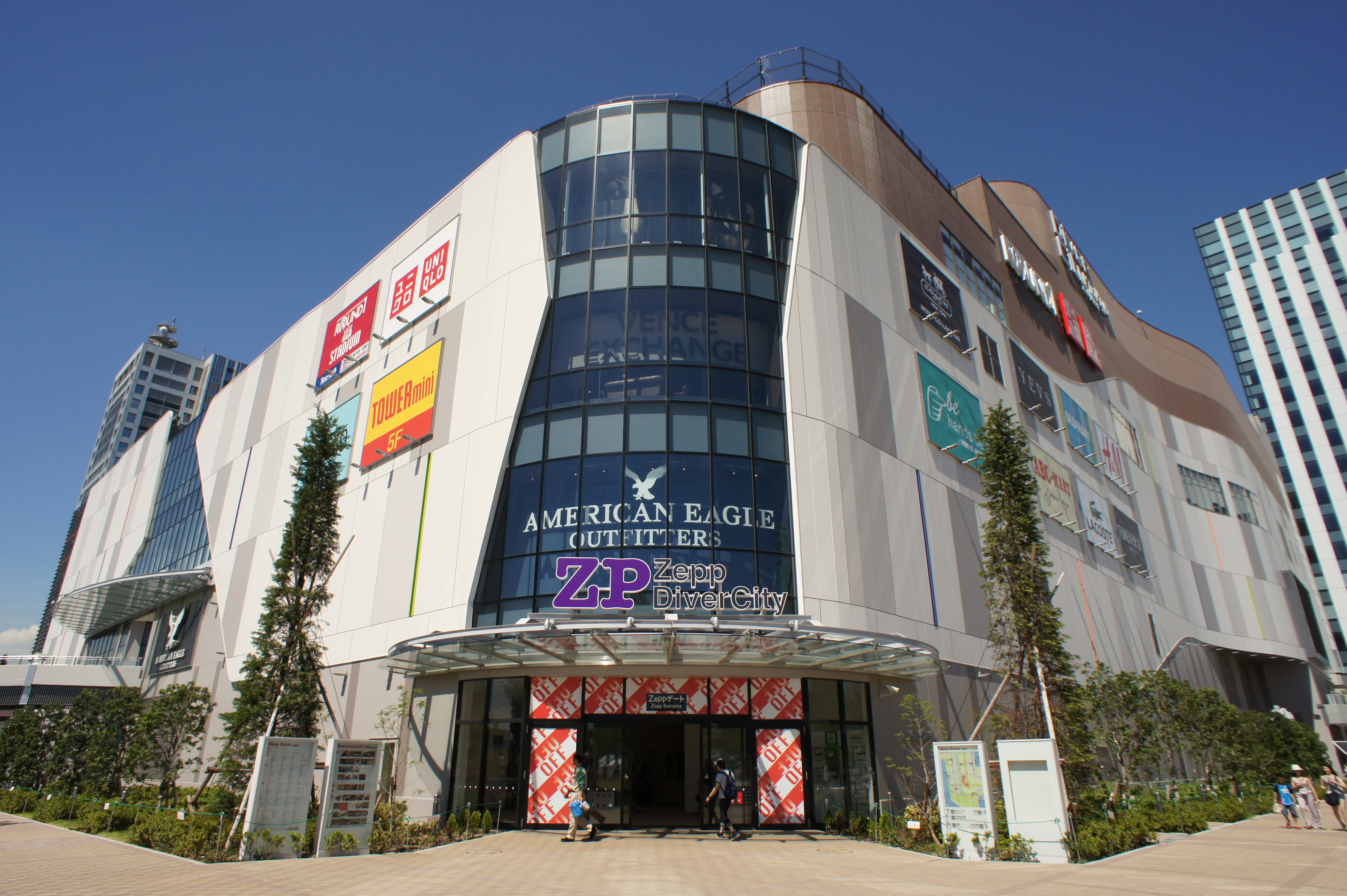
ダイバーシティ東京プラザ

お台場エリア付近（東京臨海副都心）は港区・江東区・品川区のちょうど境界線にあり、場所によって区が異なる。またお台場に程近い東京ビッグサイトとテレコムセンターは江東区にあり船の科学館は品川区に属している。フジテレビは港区にある。ゆりかもめは港区からレインボーブリッジを通りお台場に入り港区、江東区に入り豊洲へと続く（東京港も参照のこと）。
- レインボーブリッジ（港区芝浦 - 台場間）

### 港区
- フジテレビジョン（FCGビル）
- お台場海浜公園
  - 自由の女神像
- シンボルプロムナード公園
- お台場レインボー公園
- グランドニッコー東京 台場
- ヒルトン東京お台場
- デックス東京ビーチ
  - 東京ジョイポリス
  - レゴランド・ディスカバリー・センター東京
- アクアシティお台場
- トレードピアお台場
- 台場フロンティアビル
  - ユーシーカード本社
  - 東京臨海高速鉄道本社
- サントリー東京支社
- 乃村工藝社本社ビル
- 台場ガーデンシティビル

### 江東区
- ダイバーシティ東京
  - ダイバーシティ東京プラザ
  - ダイバーシティ東京オフィスタワー
- BMW GROUP Tokyo Bay
- フジテレビ湾岸スタジオ
- 日本科学未来館
- 東京湾岸警察署
- 東京国際クルーズターミナル
- テレコムセンター
- 青海フロンティアビル
  - 東京臨海部広報展示室 TOKYOミナトリエ
- タイム24ビル
- the SOHO
- 産業技術総合研究所
- 東京都立産業技術研究センター
- 国土交通省青海総合庁舎（海上保安庁海洋情報部庁舎）
- 東京国際交流館
- シンボルプロムナード公園
  - 夢の大橋
- 水の広場公園
- 青海北ふ頭公園
- 青海中央ふ頭公園
- 青海南ふ頭公園
- 青海緑道公園

### 品川区
- 潮風公園
- 東八潮緑道公園

## 交通

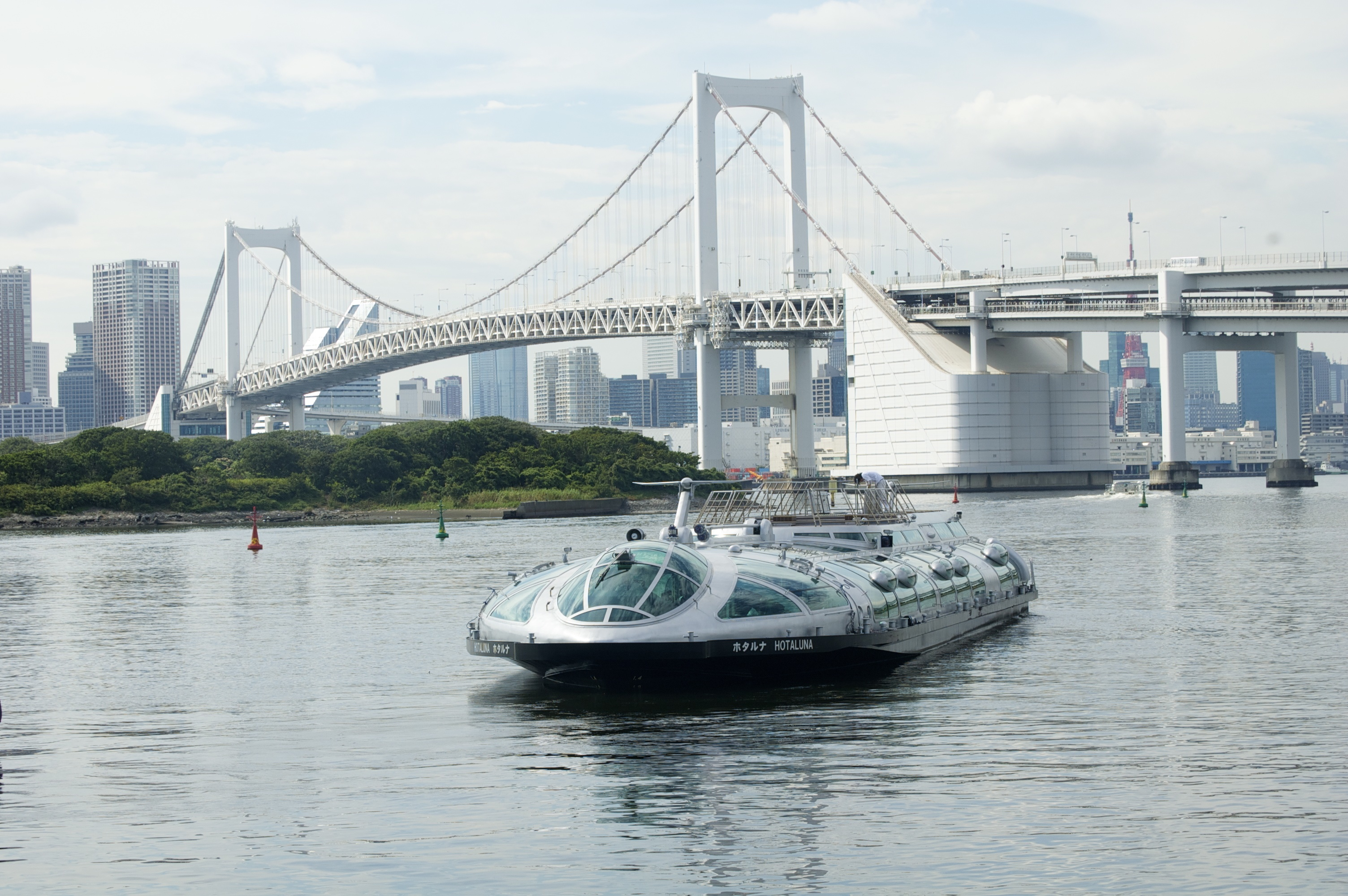
浅草・お台場ラインを運行している東京都観光汽船のホタルナ

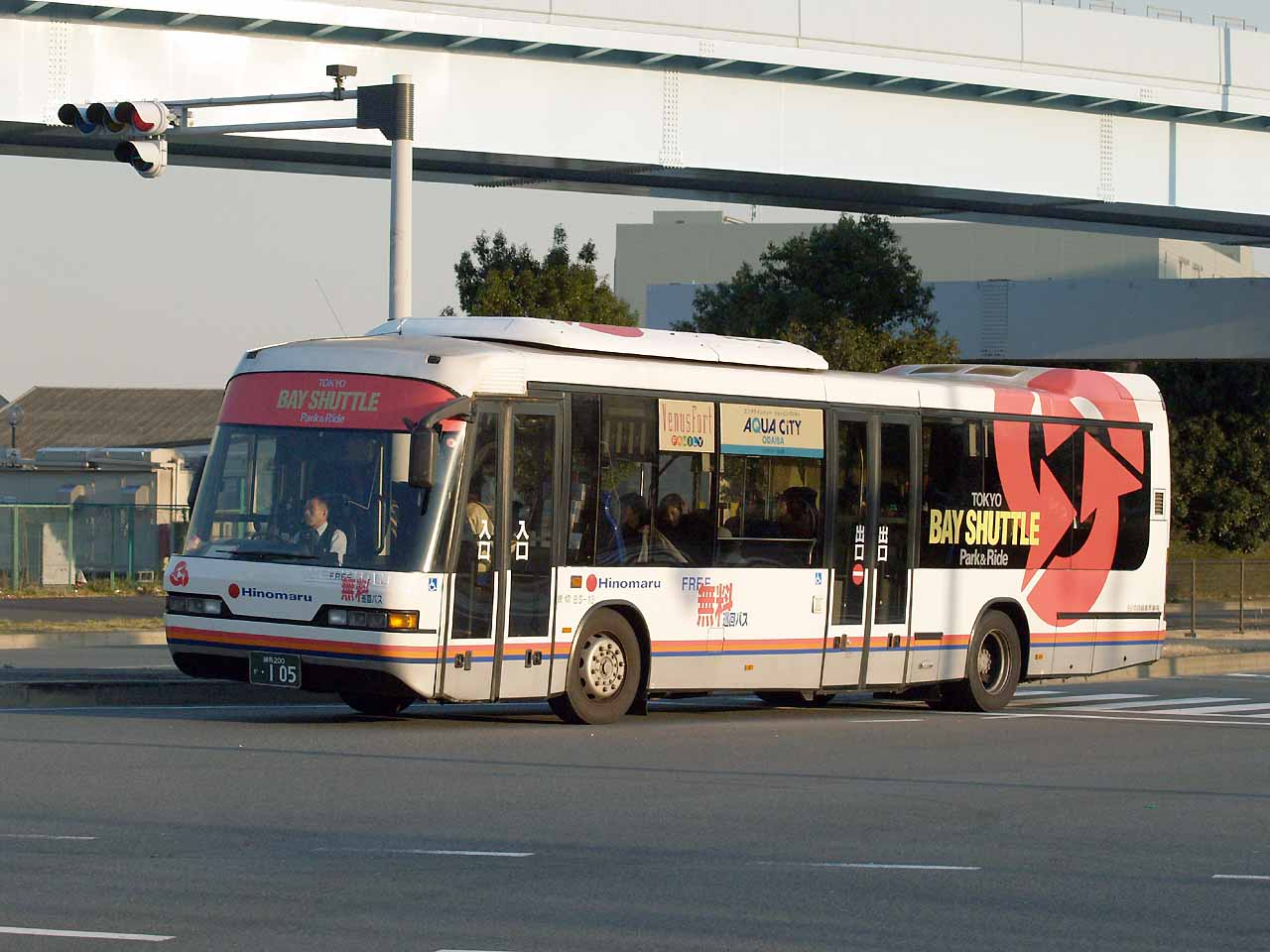
東京ベイシャトル
ネオプラン製ノンステップバス

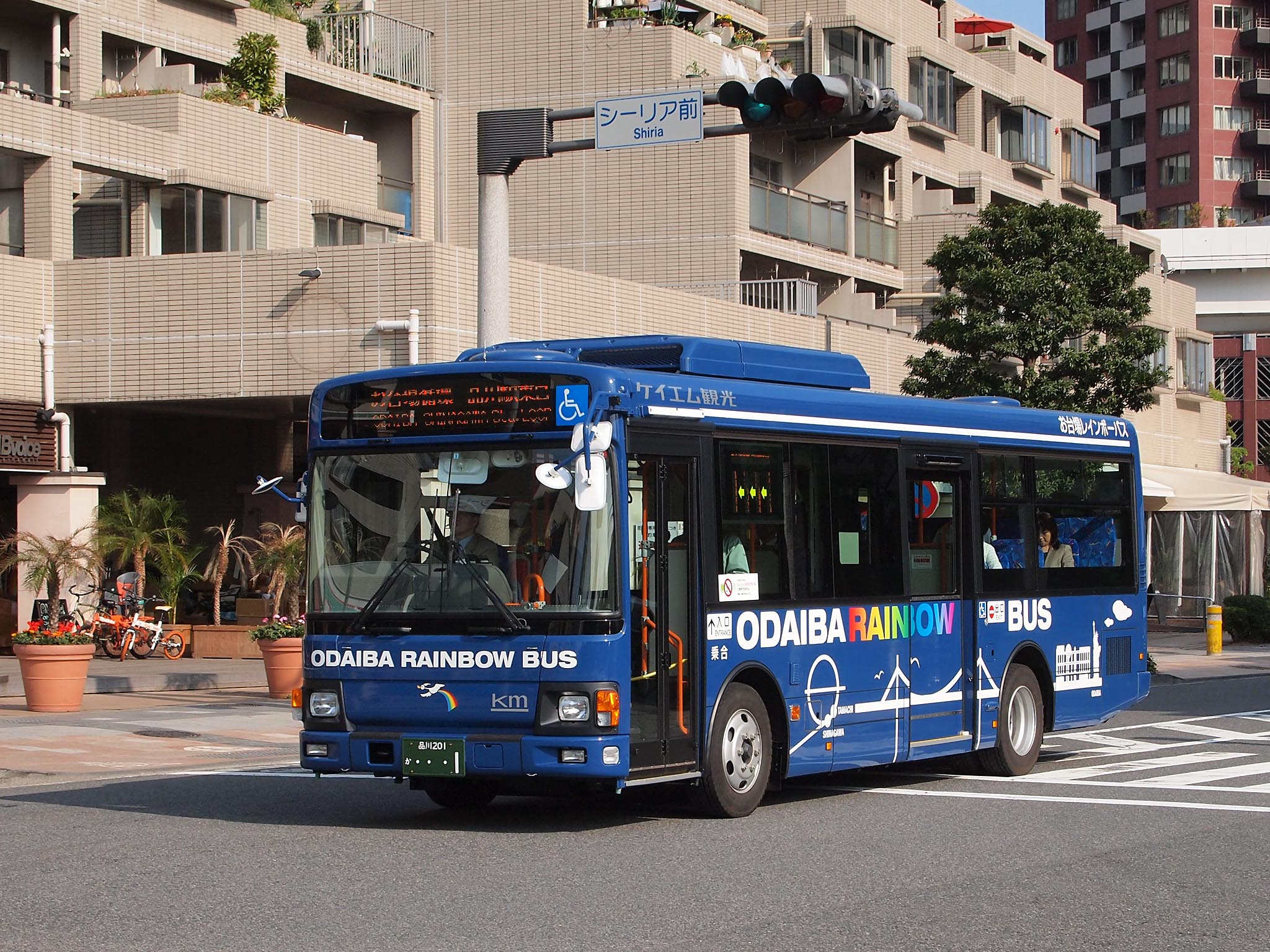
お台場レインボーバス

ここでは、お台場エリアへのアクセスルートとして記載する。
鉄道
- 東京臨海高速鉄道りんかい線（東京テレポート駅）
- ゆりかもめ東京臨海新交通臨海線（お台場海浜公園駅・台場駅・東京国際クルーズターミナル駅・テレコムセンター駅・青海駅）

バス
- 都営バス
  - 海01　門前仲町 - 東京テレポート駅
  - 都05-2　東京駅丸の内南口 - 東京ビッグサイト
  - 門19　門前仲町 - 東京ビッグサイト
  - 東16　東京駅八重洲北口 - 東京ビッグサイト
  - 海01　門前仲町 - 東京テレポート駅
  - 陽12-3　東陽町駅 - 東京テレポート駅
  - 急行05　錦糸町駅 - 日本科学未来館
  - 急行06　森下駅 - 日本科学未来館
  - 波01　中央防波堤 - 東京テレポート駅
- 東京BRT・京成バス
  - 幹線ルート 新橋 - 国際展示場・東京テレポート
- kmモビリティサービス
  - お台場レインボーバス（01・02）　品川駅港南口 - 田町駅東口 - （お台場循環）
- 東京空港交通（リムジンバス）
  - 羽田空港 - ヒルトン東京お台場・グランドニッコー東京台場
- 日の丸自動車興業
  - スカイホップバス東京 ブルーコース
  - スカイダック台場　豊洲・東京Viewコース
  - スカイダック台場　お台場パノラマコース

水上バス
- 東京都観光汽船（浅草 - お台場海浜公園、日の出桟橋 - お台場海浜公園、ほか）
- 観光汽船興業
  - アーバンランチ（アーバンドックららぽーと豊洲 - お台場海浜公園 - 芝浦アイランド）
- 東京都公園協会
  - 東京水辺ライン（両国 - お台場海浜公園、ほか）

なお、お台場エリアへ直接アクセスする経路ではないが羽田空港発着の航空機が近隣の江東区青海上空を通過すること、域内を東西に湾岸道路が通ること、東京港に寄港する旅客・貨物の船舶があること、そしてそれらの交通量はどれも非常に多いことから、屋外ではそれぞれの交通機関の音がしばしば騒音に感じられる。

## イベント
恒例

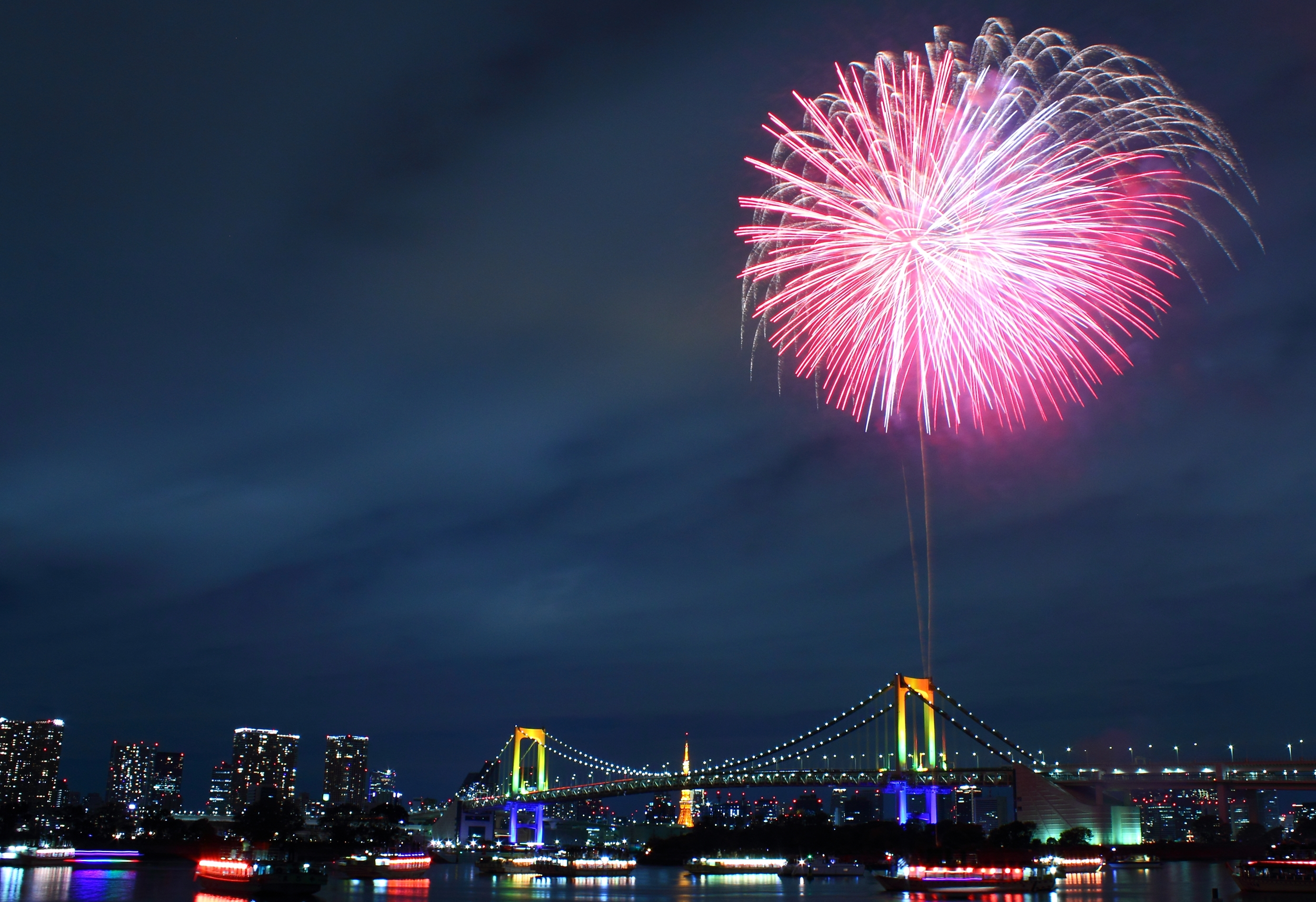
お台場レインボー花火2014

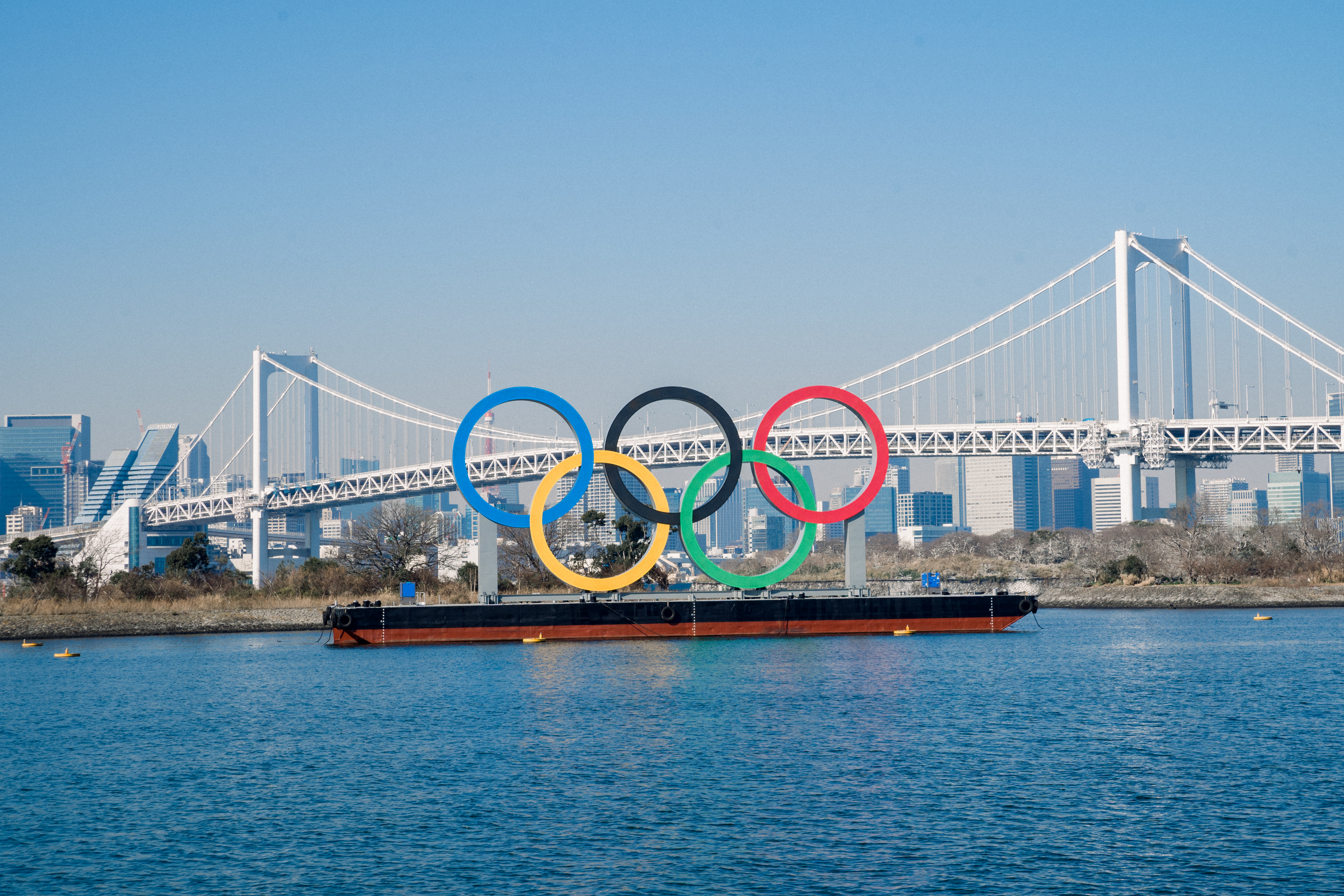
2020東京オリンピック時に設置されたモニュメント

- 日本トライアスロン選手権（2001年 - 、10月頃）
- お台場キャンピングカーフェア（毎年10月下旬）
- モータースポーツジャパン（2006年 - 、4月中旬）
- お台場レインボー花火（2007年 - 、毎年12月の土曜日）
- TOKYO IDOL FESTIVAL（2011年 - 、8月上旬）
- シルク・ドゥ・ソレイユ（2014年 - 、2月 - 6月頃、隔年）
- お台場冒険王（2003年 - 2008年・2023、7月中旬 - 8月末日）
- ULTRA JAPAN（2014年 - 、9月中旬 ）

過去
- お台場合衆国（2009年 - 2013年、7月中旬 - 8月末日）
- お台場新大陸（2014年、7月中旬 - 8月末日）
- お台場夢大陸（2015年 - 2017年、7月中旬 - 8月末日）
- THE ODAIBA（2018年・2019年、7月中旬 - 8月末日）
- 東京モーターフェス（2012年 - 2018年、10月中旬、偶数年）
- MULTIPLEX

限定
- 1986.8.3 SWEAT&TEARS TOKYO BAY-AREA（1986年（昭和61年）8月3日） - THE ALFEEの野外コンサート。ロックバンドTHE ALFEEが、埋め立てのみ完了しただけで何も無かったお台場（現在の船の科学館の前付近）で、幅120m・高さ75mもの巨大なセットを設営し10万人を動員した野外コンサートを行う。この当時は会場までの公共交通手段は無かったので、参加者は木場駅前等から都営バスのピストン運行などで会場入りした。また帰路も同じ経路しかなかった為に、終了後3時間以上経った0時が回っても帰る事の出来ない人もいた。現在、東京湾岸地域を東京ベイエリアと呼ぶ事があるが、これは彼らがコンサートのタイトルを「1986.8.3 SWEAT&TEARS TOKYO BAY-AREA」と称した事に由来する。
- GREEN TOKYO ガンダムプロジェクト（2009年7月11日 - 8月31日） - 52日間で415万人を動員した。
- GREEN TOKYO Hello Kitty&Friends（2010年8月9日 - 22日）
- 2020年東京オリンピック・パラリンピック（2021年7月23日 - 9月5日） - お台場海浜公園周辺一帯（トライアスロン、競泳オープンウォータースイミング10km）、潮風公園（ビーチバレー）、青海アーバンスポーツパーク（スポーツクライミング、バスケットボール3x3）

## 創作物
お台場エリアを題材とした創作作品
映画
- ゴジラvsデストロイア
- 踊る大捜査線 THE MOVIE
- クレヨンしんちゃん 暗黒タマタマ大追跡[注釈 5]
- ゴジラ×メガギラス G消滅作戦[注釈 6]
- 踊る大捜査線 THE MOVIE 2 レインボーブリッジを封鎖せよ!
- ウルトラマンティガ&ウルトラマンダイナ 光の星の戦士たち
- ウルトラマンコスモスVSウルトラマンジャスティス THE FINAL BATTLE
- こちら葛飾区亀有公園前派出所 THE MOVIE2 UFO襲来! トルネード大作戦!!
- デジモンアドベンチャー tri.

ドラマ
- はみだし刑事情熱系
- 踊る大捜査線
- ウルトラマンティガ
- ウルトラマンガイア
- ウルトラマンマックス

アニメ
- 機動警察パトレイバー
- デジモンアドベンチャー
- デジモンアドベンチャー02
- 東京マグニチュード8.0
- ルパン三世 炎の記憶〜TOKYO CRISIS〜
- ラブライブ!虹ヶ咲学園スクールアイドル同好会

漫画
- ODAIBAラブサバイバル
- 阿弖流為II世
- 彼女を守る51の方法
- 湾岸ミッドナイト[注釈 7]

小説
- Op.ローズダスト
- 仄暗い水の底から
- TVJ
- 東京湾景
- 緋弾のアリア

ゲーム
- 首都高バトルシリーズ[注釈 8]
- 湾岸ミッドナイト[注釈 9]
- 湾岸ミッドナイト MAXIMUM TUNEシリーズ[注釈 10]
- ペルソナ3[注釈 11]
- 幻影異聞録♯FE[注釈 12]
- ラブライブ! スクールアイドルフェスティバル ALL STARS

また、埋立地完成直後の開発前には、西部警察や仮面ライダーなどのスタントシーンにも登場した。